# Mr. Robinson Crusoe
Mr. Robinson Crusoe – amerykański film z 1932 w reżyserii A. Edwarda Sutherlanda.